# Euphorbia conferta
Euphorbia conferta là một loài thực vật có hoa trong họ Đại kích. Loài này được (Small) B.E.Sm. mô tả khoa học đầu tiên năm 1946.